# Júlia Clary
Maria Júlia Clary (em francês: Marie Julie Clary, Marselha, 26 de dezembro de 1771 – Florença, 7 de abril de 1845) foi a esposa de José Bonaparte e Rainha Consorte de Nápoles de 1806 até 1808 quando se tornou Rainha Consorte da Espanha e das Índias até 1813. Era filha de François Clary e Françoise Rose Somis, e irmã mais velha de Desidéria Clary, rainha consorte dos Reinos Unidos da Suécia e Noruega.

## Início de vida

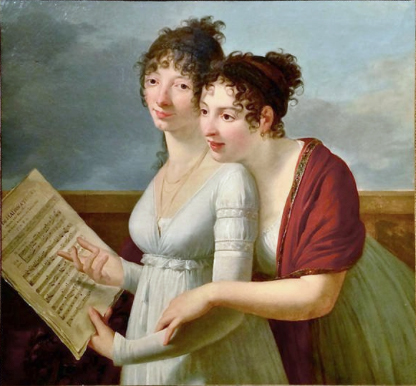
Júlia (esquerda) e a sua irmã Desidéria

Maria Júlia era a décima primeira filha de François Clary (1725-1794), um rico comerciante de origem modesta, e sua segunda esposa, Françoise Rose Somis (1737-1815), que pertencia à alta burguesia de Marselha – seu pai era engenheiro-chefe das obras portuárias. Françoise Clary foi nomeado para a Câmara de Comércio e também foi administrador da Paróquia de San Ferreol. Maria Júlia e a irmã, Desidéria, foram educadas em um convento e voltaram para casa com a eclosão da Revolução Francesa em 1789, já que os centros religiosos foram fechados naquela época.
Maria Júlia, prestes a completar dezoito anos, era descrita como "trabalhadora e séria". Quando do Período do Terror, os Clarys foram perseguidos. O irmão mais velho da família foi preso e sua Júlia, acompanhada por Desidéria, foi implorar por misericórdia; a jovem adormeceu enquanto esperava e horas depois foi acompanhada para casa por José Bonaparte, um nobre corso exilado que os revolucionários haviam nomeado comissário de guerra. Ele as apresentou ao seu irmão Napoleão, chefe da artilharia no Cerco de Toulon (1793), e ele se apaixonou por Desidéria e convenceu o irmão a se casar com Júlia.

## Casamento
O casamento ocorreu em Cuges, a trinta quilômetros de Marselha, no dia 14 do Termidor do ano II da República, na Câmara Municipal; a cerimônia religiosa foi secreta e celebrada pelo Abade Reymonet. Júlia foi muito bem recebida pela sogra e pelos filhos, pois era muito rica e também muito generosa. Em 1796, Napoleão conseguiu, através de seu casamento com a viúva de Beauharnais, ser nomeado chefe do Exército da Itália. Sua organização e gênio militar deram ao General Bonaparte grandes vitórias no campo de batalha. Na sequência, José tornou-se diplomata, ministro francês em Roma e embaixador no Vaticano. Nomeado representante do Conselho dos Quinhentos, recebeu alguns salários atrasados e despesas de viagem do Diretório, o que lhe permitiu comprar, auxiliado pelo dote de Júlia, a magnífica propriedade de Mortefontaine, a dezoito léguas de Paris. Eles também possuíam um "hotel" na capital, onde recebiam muitos visitantes. Naquela época, José apresentou sua cunhada Desidéria — que não conseguia esquecer que "tinha sido noiva de Napoleão" — a um general chamado Jean-Baptiste Bernadotte, que lhe pediu em casamento. Natural de Pau, ele era quatorze anos mais velho que ela, e Luciano Bonaparte — de quem era amigo íntimo — aconselhou-a a aceitá-lo "porque era um homem capaz de enfrentar Napoleão". O casamento ocorreu em 17 de agosto de 1798 na Prefeitura de Seaux.
Após o retorno de Napoleão do Egito, Júlia reuniu em sua propriedade em Mortefontaine, por sugestão de seu cunhado, os políticos que o ajudaram a realizar o Golpe de 18 de Brumário, exceto Bernadotte, que se opôs. Com o tempo, este último se tornaria marechal, príncipe de Ponte Corvo, príncipe Herdeiro da Suécia e finalmente rei daquele país.

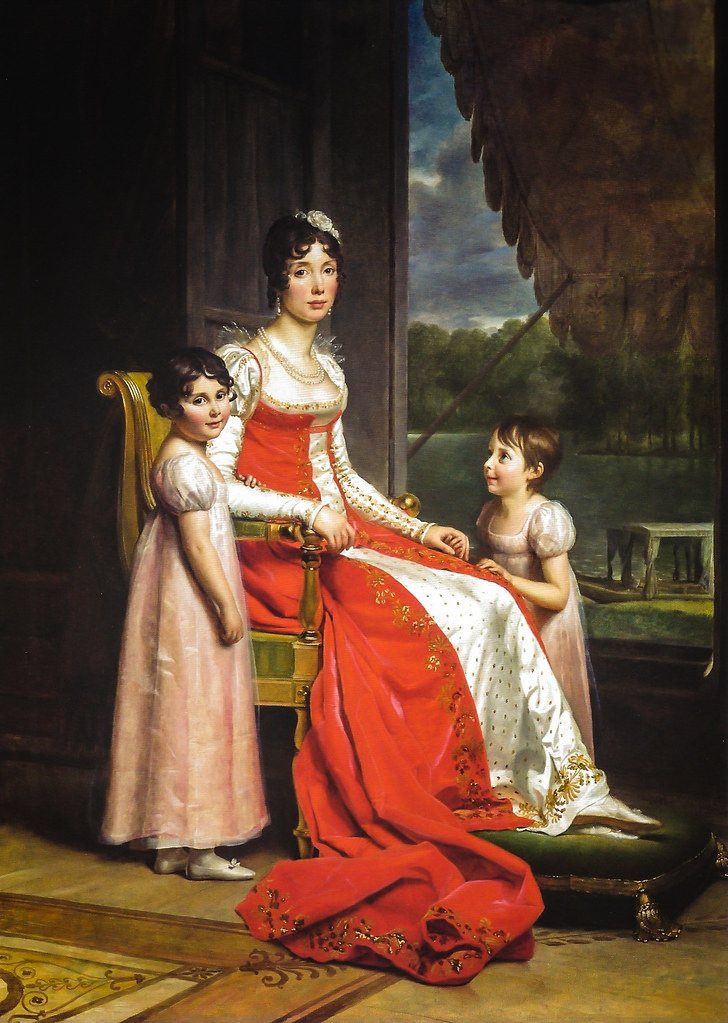
Júlia Clary e as suas filhas Zenaida e Carlota, por François Gérard, c. 1808-1809

Quando Bonaparte era Primeiro Cônsul, ele pediu José que assinasse o tratado de paz com a Áustria em Luneville (9 de fevereiro de 1801). Em 8 de julho do mesmo ano, Júlia deu à luz em Paris uma menina a quem deram o nome de Zenaida e dias depois José assinou (16 de julho) e proclamou a Concordata com a Santa Sé. Ele também assinou, alguns meses depois, a Paz de Amiens (25 de março de 1802) entre a França e a Inglaterra, que não duraria muito.
Nessa época, Júlia estava grávida novamente e os Bonapartes esperavam que fosse um menino, mas em 31 de outubro daquele ano nasceu uma outra menina, Lolotte.

## Rainha de Nápoles e Espanha

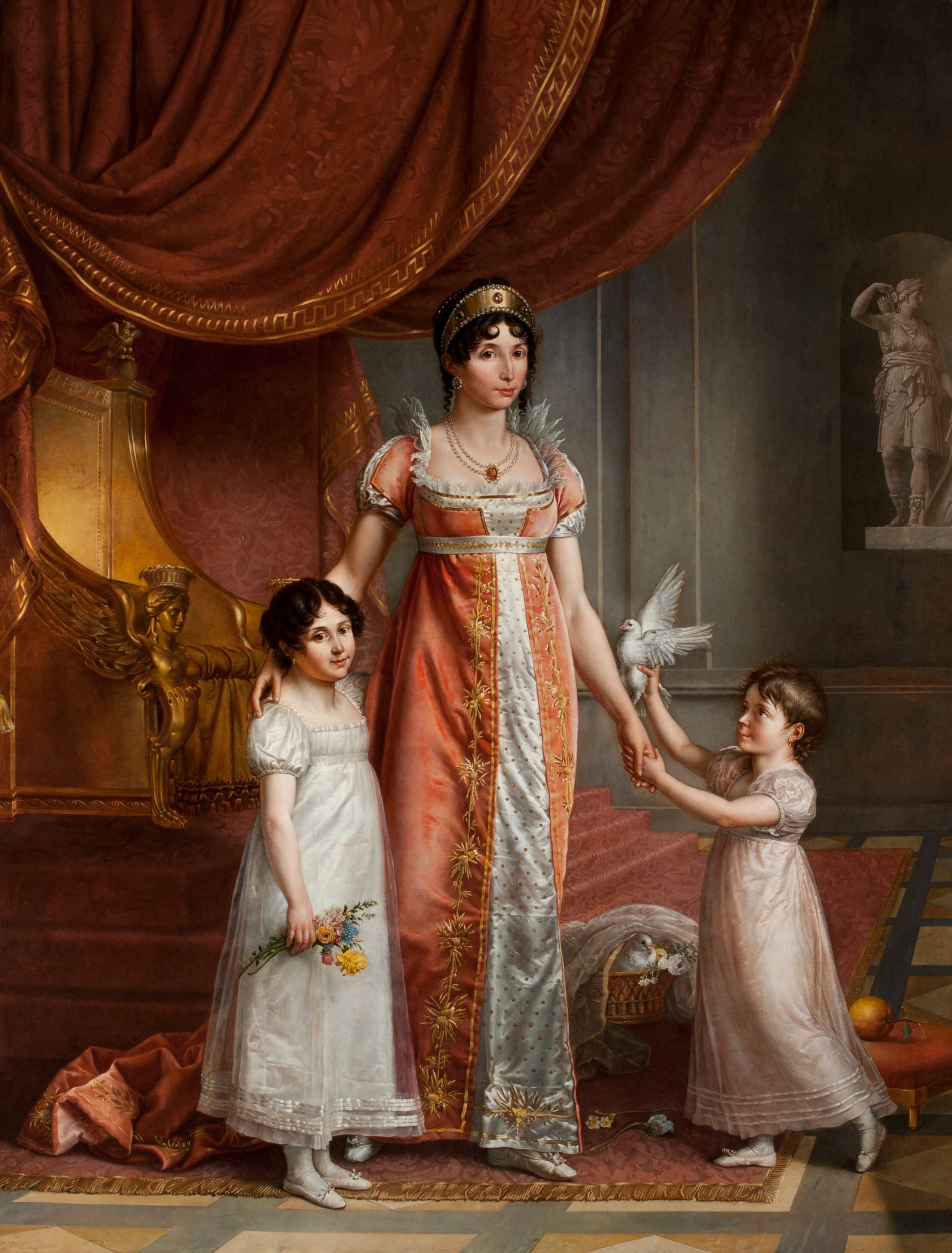
Júlia Clary e as suas filhas Zenaida e Carlota, por Jean-Baptiste Wicar, 1809

Em 1804, o Primeiro Império Francês foi proclamado, e Júlia recebeu o título de Princesa Francesa. Em 1806, seu marido ocupou o trono de Nápoles, e Júlia foi nomeada rainha daquele reino, onde chegou na primavera de 1808. Ela viveu em Nápoles por três meses, conquistando o carinho do povo. José Bonaparte marchou para Baiona e entrou na Espanha, onde reinou por cinco anos, até 1813, quando teve que retornar à França após perder a Batalha de Vitória (20 de junho de 1813). Júlia nunca pôs os pés em seu novo reino; ela permaneceu em Paris representando seu marido e mantendo sua política de não desmembrar a Espanha.
Em 2 de dezembro de 1809, ela escreve ao marido: "Uma vez que o reino for conquistado, não ficaria surpresa se você fosse forçado a ceder o território entre o Ebro e os Pirenéus. Ele (Napoleão) jamais desejará que a Espanha seja poderosa."
Quando os exércitos russo, austríaco e prussiano invadiram a França pelo norte e tomaram Paris em março de 1814, Júlia fugiu, embora tenha retornado durante o Governo dos Cem Dias em 1815. José exilou-se nos Estados Unidos, mas Júlia e suas filhas permaneceram na Europa graças à proteção de sua irmã, Desidéria, que havia se tornado rainha da Suécia com a ascensão do marido, Carlos XIV João, ao trono em 1818. Elas não puderam residir na França, mas o fizeram em Frankfurt e Bruxelas, onde Desidéria os visitou até 1823, quando teve que reinar ao lado do marido. Naquele ano, Júlia viajou para a Itália, onde estavam outros Bonapartes, e casou suas duas filhas com os primogênitos da família.
Em 1841, José Bonaparte retornou para o lado de Júlia e ela cuidou dele por três anos, até sua morte em 29 de julho de 1844. Júlia morreu no ano seguinte enquanto dormia no Palácio Serristori, em Florença. Ela está enterrada na Basílica de Santa Cruz.

## Descendência
De seu matrimônio com José Bonaparte, nasceram:
- Júlia Bonaparte (1796)
- Zenaida Bonaparte (1801–1854)[1]
- Carlota Bonaparte (1803–1839)[1]